# Luis Álvarez Catalá
Luis Álvarez Catalá (n. 22 ianuarie 1836, Monesteriu d'Ermu⁠(d), Asturia, Spania – d. 4 octombrie 1901, Madrid, Noua Castilie⁠(d), Spania) a fost un pictor spaniol de scene istorice și director al Muzeului Prado din 1898 până în 1901.

## Biografie
Se crede că s-a născut la Madrid, într-o familie asturiană din Cangas de Narcea⁠(d), unde și-a petrecut vara în timpul copilăriei. După ce și-a terminat studiile primare la Oviedo, s-a întors la Madrid, unde s-a înscris la „Escuela Especial de Pintura, Escultura y Grabado” și a fost elev al lui Federico de Madrazo la Real Academia de Bellas Artes de San Fernando. În 1857, a câștigat o bursă pentru a studia la Roma, împreună cu Eduardo Rosales, Vicente Palmaroli și Dióscoro Puebla⁠(d) . După patru ani petrecuți acolo, a câștigat o medalie de aur la prima Expoziție Națională de la Florența pentru pictura sa Visul Calpurniei⁠(d), care a ocupat locul al doilea la Expoziția Națională de Arte Plastice din Spania în 1862. Regina Isabela a II-a a cumpărat tabloul, iar bursa i-a fost prelungită cu trei ani.
S-a căsătorit la Roma, unde a rămas până în 1894, cu scurte șederi la Madrid. A continuat să expună pe scară largă în Italia, Spania și Germania, câștigând premii în 1889 și 1890. În cele din urmă, s-a întors în Spania pentru a accepta funcția de director adjunct al Muzeului Prado și, patru ani mai târziu, a fost numit director de către regină, în urma demisiei lui Francisco Pradilla⁠(d). Noul său adjunct a fost Salvador Viniegra.
În timpul administrației sale, a făcut mai multe achiziții importante, inclusiv mai multe lucrări ale lui Francisco de Goya. În 1899, a realizat un Catálogo ilustrado de la sala de Velázquez (Catalogo ilustrat al colecției Velázquez) și a supravegheat instalarea unei statui a lui Velázquez de Aniceto Marinas. De asemenea, a continuat să picteze, producând în principal lucrări în stil costumbrist. În ultimii săi ani, a creat scene inspirate din tinerețea sa din nordul Spaniei, multe dintre acestea aflându-se acum la Muzeul de Arte Frumoase din Asturias. A murit la Madrid.

## Selecție de picturi

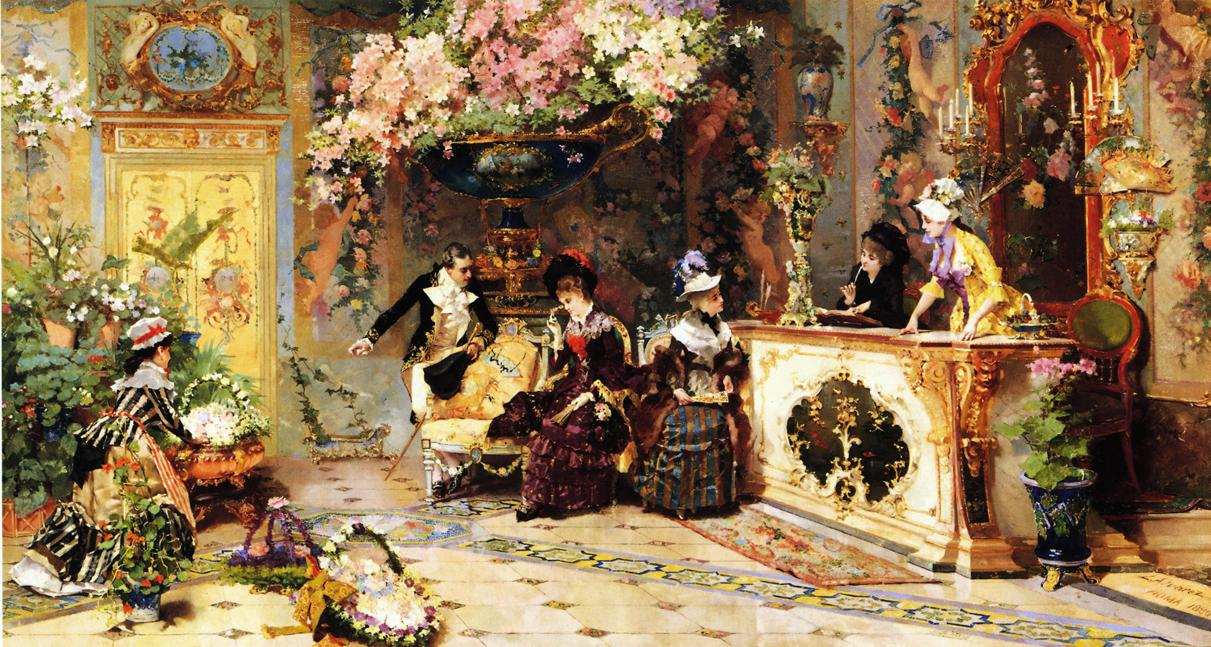
Florăria
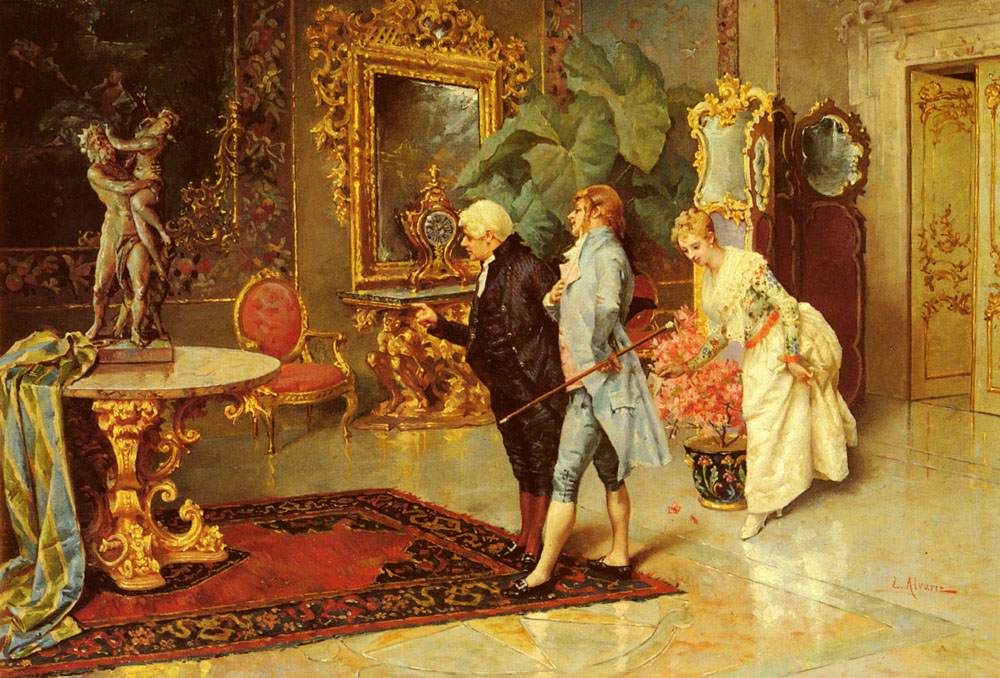
Dezvelirea
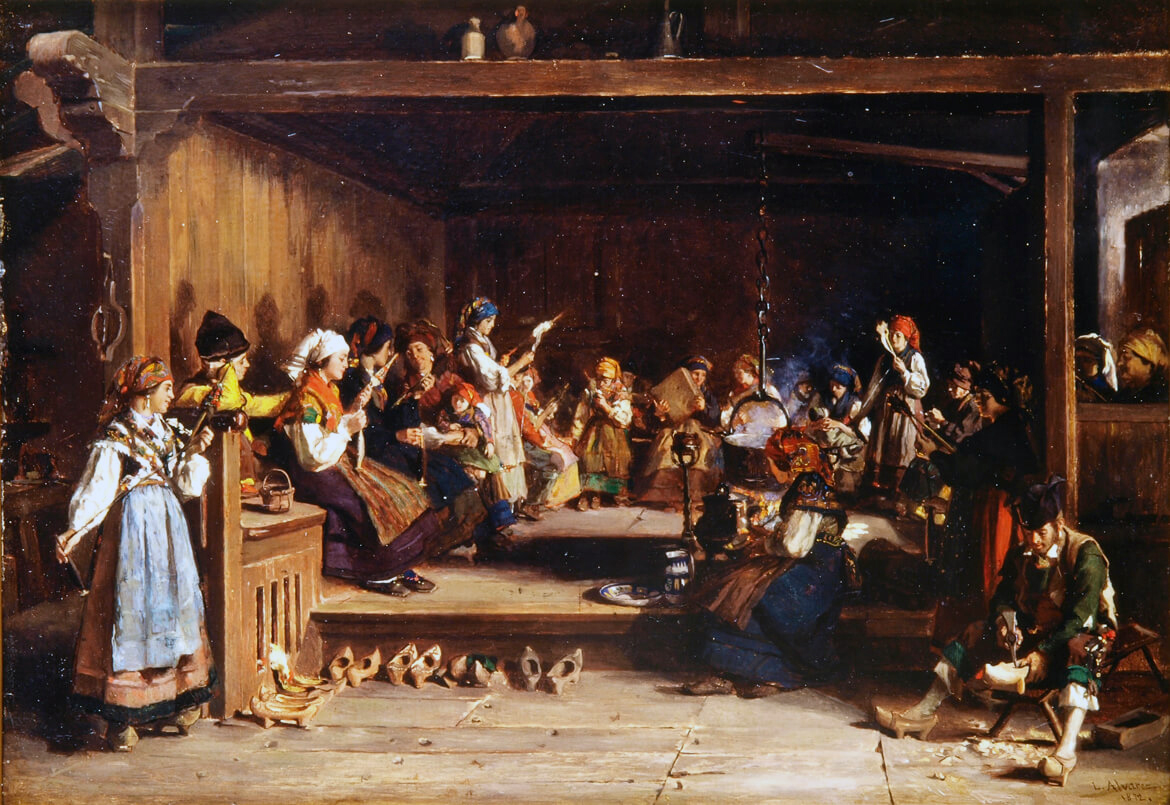
Filandón, o întâlnire tradițională de seară a comunității în León și Asturia
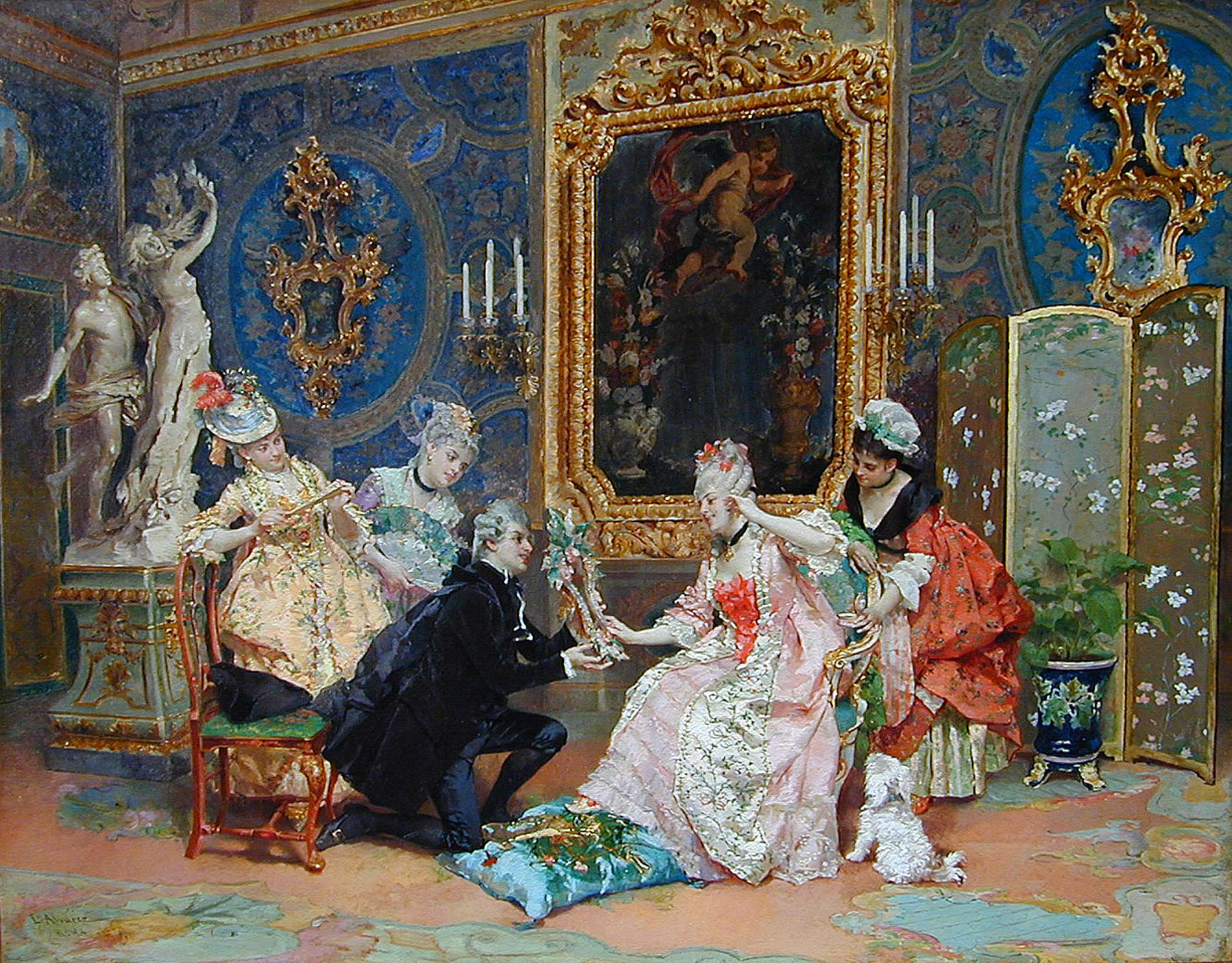
Îmbrăcarea pentru bal
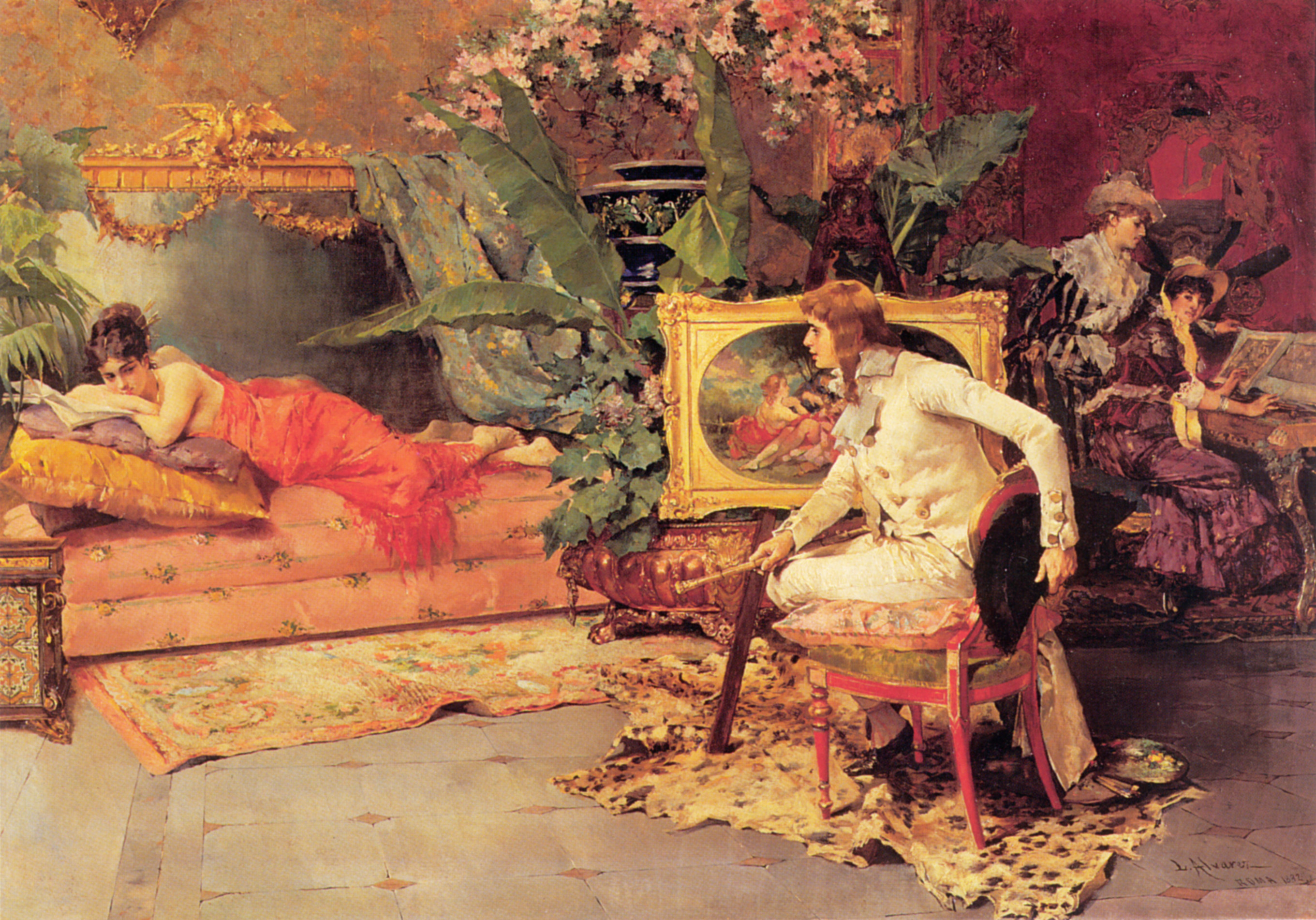
Modelul artistului
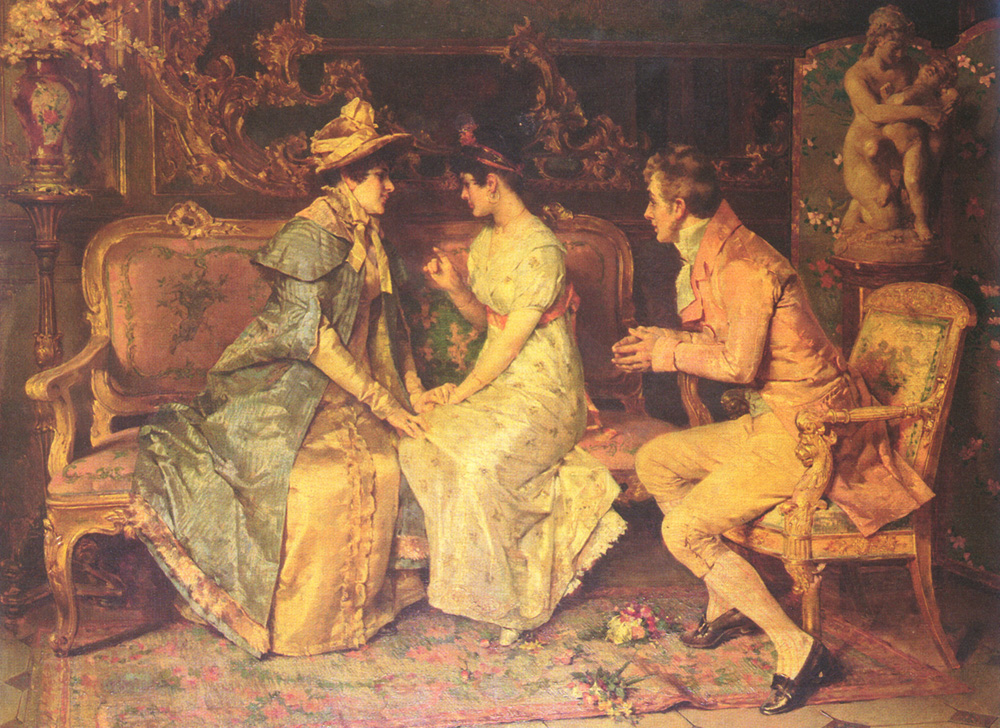
Pretendentul